# Gründl (Nandlstadt)
Gründl ist ein Gemeindeteil des Marktes Nandlstadt im Landkreis Freising in Oberbayern.

## Geschichte
Erstmals wird der Weiler Gründl im Jahre 860 in einer Tauschurkunde des Freisinger Bischofs Anno mit dem Edlen Herilunk erwähnt, in der der Bischof in Crintila einen Hopfengarten (humularium) erhält.  Damit ist Gründl neben Geisenfeld einer der Orte, die für sich beanspruchen, Ursprungsgebiet des Hopfenanbaus in der Hallertau zu sein.
Bis zu deren Stilllegung war Gründl Haltepunkt der Bahnstrecke Langenbach–Enzelhausen, dem so genannten Holledauer Bockerl.

### Einwohnerentwicklung
Die Bevölkerung von Gründl hat sich seit 1877 wie folgt entwickelt:
| Jahr | Einwohner |
| ---- | --------- |
| 1877 | 46        |
| 1928 | 55        |
| 1952 | 59        |
| 1978 | 37        |
| 1987 | 27        |

## Sehenswürdigkeiten
- Kapelle aus dem 19. Jahrhundert. Ein neugotischer Putzbau mit polygonalem Chorschluss und Dachreiter.

## Wirtschaft und Infrastruktur

### Unternehmen
Seit 2007 betreibt die BayWa AG eine landwirtschaftliche Versuchsstation in Gründl.

### Verkehr
Gründl hat einen ÖPNV-Anschluss nach Moosburg, Mainburg und Freising mit den MVV-Buslinien 602, 603 und 682.